# Moraváni vénusz
A moraváni vénusz (szlovákul: Moravianska venuša) egy őskori mamutagyar szobrocska a gravettien kultúrából, melynek kora megközelítőleg i. e. 22 860 év. 1938-ban találták Moraván (szlovákul: Moravany nad Váhom) község Podkovica dűlőjében. Ez a mai Szlovákia területén talált legismertebb és talán egyik legrégebbi őskori művészeti tárgy.
A 7,6 cm magas szobor egy női alak torzója. A nemi jellege (mellek, szeméremajkak) kihangsúlyozott, mely termékenységi kultusszal lehet kapcsolatban. A fejet és a végtagokat készítője feltehetőleg mágikus okokból nem faragta ki. Megformálása a kelet-európai sztyeppék irányába mutat (Ukrajna, Kosztenki I). Szénizotópos kormeghatározás segítségével a Nyitra csermánhegyi (szlovákul: Čermáň) elszenesedett maradványok alapján i. e. 22 860 +- 400 évre datálták.
A szobrot ismeretlen földműves szántotta ki, ezért a leletkörülmények is tisztázatlanok maradtak. Tőle egy szudétanémet gyáros B. Germann vásárolta meg, aki pöstyéni fürdőben járt. Ezek után a lelet Németországba, Lothar Zotz professzorhoz került, aki Pöstyén környéki paleolit lelőhelyeken ásatásokat végzett. Ő a hitelességét megvizsgálandó Henri Breuil francia régésznek bocsátotta rendelkezésére. Így került a másolata a párizsi Musée de l'Homme múzeumba. A másolatra egy tanulmányútja során felfigyelt Emanuel Vlček antropológus és arra felhívta Juraj Bárta a Szlovák Tudományos Akadémia Régészeti Intézete munkatársának figyelmét is. Szlovákiára Zotz hagyatékából 1967-ben került vissza.
Állítólag a Lopata nevű dűlőben is találtak a második világháború előtt egy hasonló szobrot, de az jelenleg ismeretlen helyen van. A szobor hitelessége felől is több történet kering.